# Jobst Edmund von Brabeck (Drost)
Jobst Edmund Freiherr von Brabeck (* nach 1700 vermutlich in Liebenburg; † 28. April 1767 vermutlich auf Schloss Söder) war ein einflussreiches Mitglied der westfälischen Adelsfamilie von Brabeck im Hochstift Hildesheim und durch Erbschaft Besitzer mehrerer Güter und vorindustrieller Betriebe. Er war Drost des Amtes Liebenburg und Erbauer von Schloss Söder.

## Leben

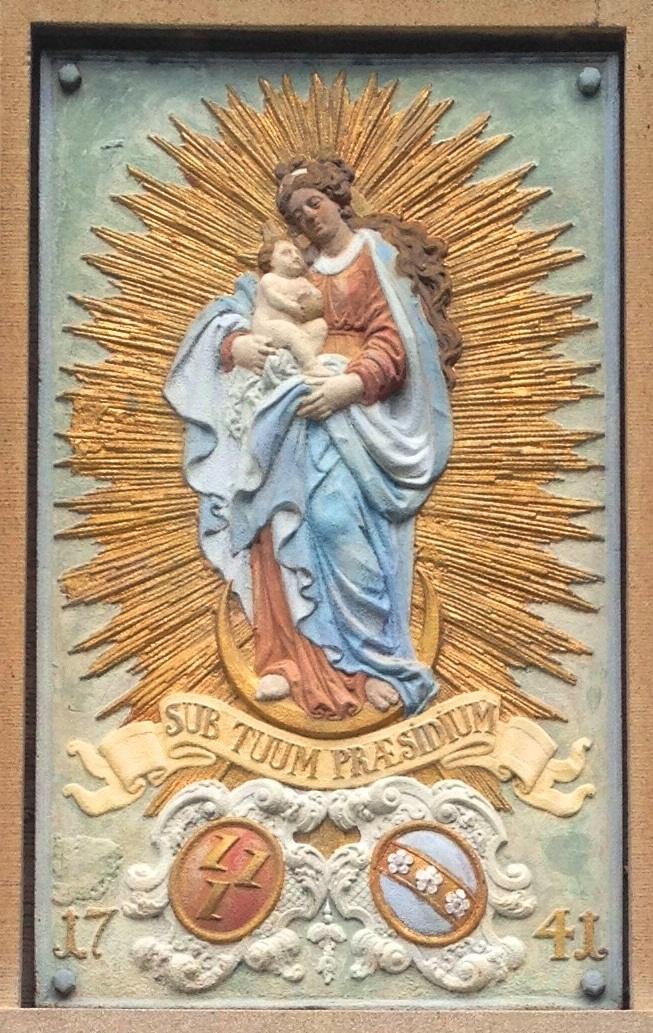
Mondsichelmadonna mit dem Motto Sub tuum praesidium, den Wappen der Familien Brabeck und Kerckerinck und der Jahreszahl 1741; Eisenguss an den Brabeckschen Betrieben in Liebenburg-Kunigunde, identisch in Stachelau

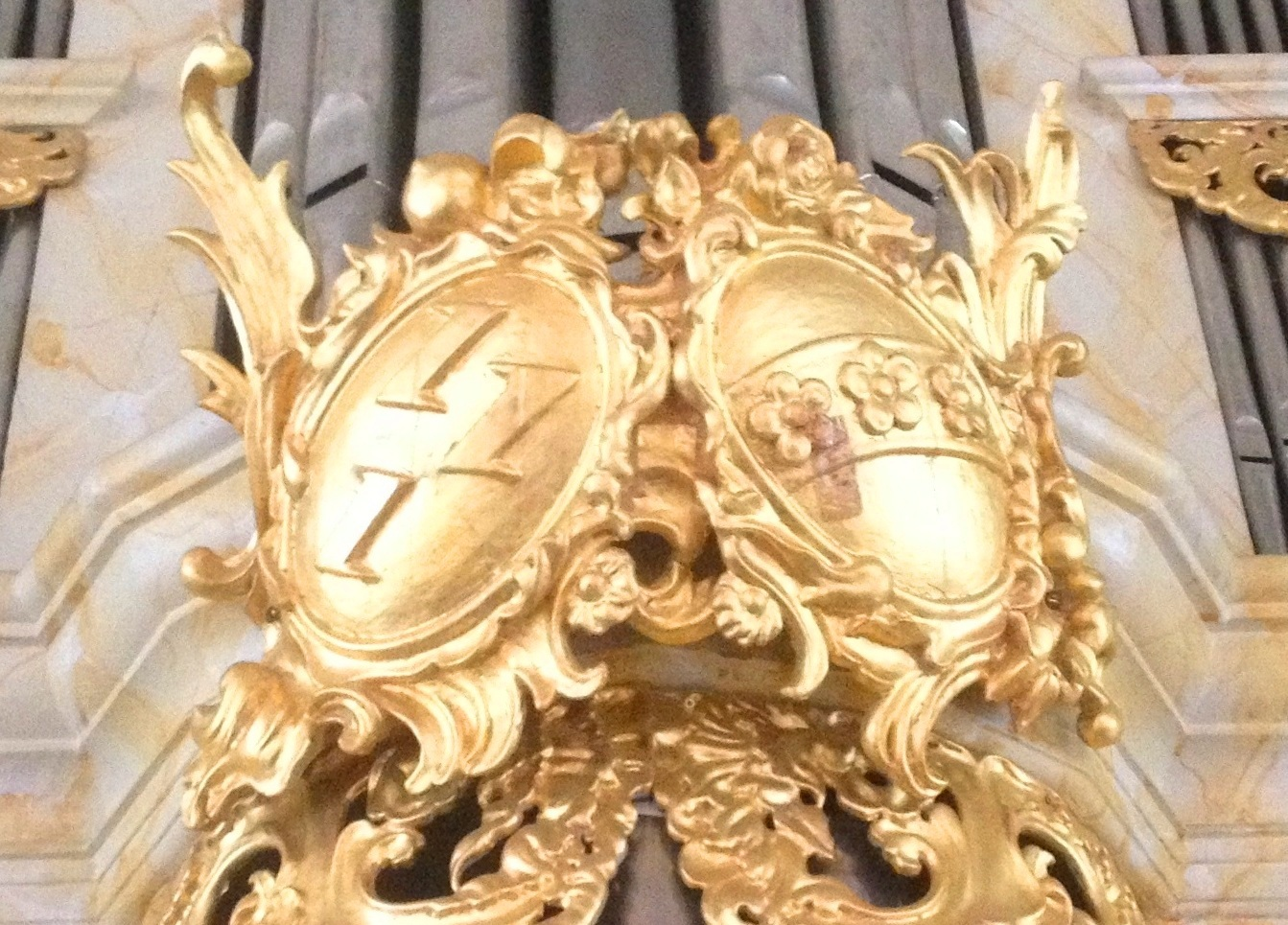
Allianzwappen Brabeck-Kerckerinck an der Orgel der Schlosskirche Liebenburg

Jobst Edmund (III.) von Brabeck war ein Sohn von Johann Arnold von Brabeck († 1720) und ein Neffe des Hildesheimer Domherrn Jobst Edmund (II.) von Brabeck († 1732), die ihrerseits Neffen Jobst Edmunds (I.) von Brabeck waren und von diesem nach seiner Wahl zum Fürstbischof von Hildesheim in das Hochstift geholt und auf einträgliche Positionen gesetzt worden waren. Nach dem Erlöschen der Familie von Bortfeld 1688 überließ er beiden die Güter Söder und Nienhagen. Johann Arnold setzte er als Drost von Liebenburg ein. Dieser familiäre „Personalimport“ war zugleich Teil der Rekatholisierungsbestrebungen, nachdem das Stift Hildesheim 1643 annähernd in dem Umfang wiederhergestellt worden war, den es vor der Stiftsfehde 1519 hatte, wodurch der Bischof Landesherr großer inzwischen lutherischer Gebiete geworden war. 
Jobst Edmund (I.) hatte bereits vor seiner Bischofswahl sowohl in den Brabeckschen Stammlanden wie auch im Hochstift Hildesheim auf seinen Besitzungen planmäßig den Abbau und die Verhüttung von Erzen vorangetrieben. 
Jobst Edmund (III.) fiel nach dem Tod seines Vaters Johann Arnold und seines geistlichen Onkels Jobst Edmund (II.) ein umfangreiches Erbe zu, u. a. in Westfalen Haus und Gut Letmathe, Haus und Gut Hemer, Burg und Gut Klusenstein und der Rhonardbergbau mit der Stachelauer Hütte, im Stift Hildesheim die Güter Söder und Nienhagen und die Erzgruben am Salzgitter-Höhenzug mit der Hütte Kunigunde. Außerdem rückte er als Nachfolger seines Vaters 1720 in das Liebenburger Drostenamt ein. Dieses verwaltete bis zu seiner Volljährigkeit 1727 sein Onkel Jobst Edmund (II.) für ihn.
Jobst Edmund (III.) heiratete 1731 Anna Maria Alexandrina Gräfin von Hatzfeld-Wildenburg (* 1707), die nach nur dreijähriger Ehe starb. 1736 heiratete er Maria Felizitas Freifrau von Kerckerinck. Aus den beiden Ehen gingen insgesamt fünf Söhne und sechs Töchter hervor.
Nach der Eheschließung mit Maria Felizitas von Kerckerinck intensivierte Jobst Edmund seine industriellen und baulichen Aktivitäten. Für sich und seine Familie baute er ab 1742 den mittelalterlichen Herrensitz in Söder zu dem repräsentativen Barockschloss um, das, noch vergrößert durch seinen Sohn Friedrich Moritz von Brabeck, bis heute erhalten ist. Ab 1750 leitete er als Drost von Liebenburg im Auftrag von Fürstbischof Clemens August von Bayern den Bau des neuen Liebenburger Schlosses mit Schlosskirche auf dem mittelalterlichen Burgberg. In Söder und Liebenburg, an den Hüttenbetrieben Kunigunde und Stachelau und andernorts, wo Jobst Edmund von Brabeck aktiv war, ließ er das Brabecksche Familienwappen zusammen mit dem Kerckerinckschen Familienwappen seiner Frau anbringen.
Jobst Edmund von Brabeck starb 1767, seine Frau Maria Felizitas 1775, nachdem Jobst Edmund (IV.), sein ältester Sohn aus erster Ehe, gegen seine Stiefmutter um das Brabecksche Erbe, das mit 100.000 Talern Schulden belastet war, einen Prozess angestrengt hatte. Beide Eheleute wurden in der Hildesheimer Kapuzinerkirche beigesetzt.